# Gomphurus hybridus
Gomphurus hybridus är en trollsländeart som först beskrevs av Williamson 1902.  Gomphurus hybridus ingår i släktet Gomphurus och familjen flodtrollsländor. Inga underarter finns listade i Catalogue of Life.